# The Room Next Door
The Room Next Door (Spaans: La habitación de al lado) is een Spaanse Engelstalige dramafilm uit 2024, geschreven en geregisseerd door Pedro Almodóvar. Het is Almodóvars eerste Engelstalige langspeelfilm nadat hij eerder twee Engelstalige korte films had gemaakt. De hoofdrollen worden vertolkt door Tilda Swinton en Julianne Moore.

## Verhaal
Het verhaal gaat over de breuk tussen moeder en oorlogscorrespondente Martha en haar wrokkige dochter, en over de relatie van Martha met de schrijfster Ingrid. De twee vrouwen waren goed bevriend in hun jeugd, toen ze samen voor een magazine werkten en na jaren zonder contact zoekt Martha haar vroegere vriendin opnieuw op. Martha lijdt aan baarmoederhalskanker en is terminaal en ze vraagt aan haar vriendin Ingrid om bij haar te zijn wanneer ze euthanasie ondergaat.

## Rolverdeling
| Acteur             | Personage |
| ------------------ | --------- |
| Tilda Swinton      | Martha    |
| Julianne Moore     | Ingrid    |
| John Turturro      | Damien    |
| Alessandro Nivola  |           |
| Juan Diego Botto   |           |
| Melina Matthews    |           |
| Raúl Arévalo       |           |
| Vicky Luengo       |           |
| Alex Høgh Andersen |           |
| Esther McGregor    |           |
| Alvise Rigo        |           |

## Productie
Almodóvar sprak in mei 2023 over zijn plannen om een Engelstalige film op te nemen die zich afspeelt in New York, aan de vooravond van zijn trip naar het filmfestival van Cannes. De titel The Room Next Door werd in oktober 2023 bekendgemaakt. In januari 2024 kondigde El Deseo aan dat Julianne Moore en Tilda Swinton waren gecast voor de hoofdrollen, samen met John Turturro.

### Filmopnames
De opnames begonnen op 3 maart 2024 in Madrid. Er werd ook gefilmd in New York.

## Release
The Room Next Door ging op 2 september 2024 in première op het Filmfestival van Venetië in de competitie en won de Gouden Leeuw. De film zal naar verwachting op 18 oktober 2024 in de bioscopen in Spanje worden uitgebracht door Warner Bros. Pictures. Warner Bros. heeft ook distributierechten verworven voor het Verenigd Koninkrijk, Duitsland, Italië, de Scandinavische landen, Centraal- en Oost-Europa (exclusief Polen), Latijns-Amerika en enkele gebieden in de Azië-Pacific, waaronder Japan. De film zal daarna beschikbaar zijn op de streamingdienst Movistar Plus+ in Spanje.

## Prijzen en nominaties
De belangrijkste:
| Jaar | Prijs                    | Categorie       | Genomineerde(n) | Uitslag     |
| ---- | ------------------------ | --------------- | --------------- | ----------- |
| 2024 | Europese filmprijzen     | Beste film      | Beste film      | Genomineerd |
| 2024 | Europese filmprijzen     | Beste regisseur | Pedro Almodóvar | Genomineerd |
| 2024 | Europese filmprijzen     | Beste scenario  | Pedro Almodóvar | Genomineerd |
| 2024 | Europese filmprijzen     | Beste actrice   | Tilda Swinton   | Genomineerd |
| 2024 | Filmfestival van Venetië | Gouden Leeuw    | Pedro Almodóvar | Gewonnen    |